# NGC 4663
NGC 4663 este o galaxie lenticulară situată în constelația Fecioara. A fost descoperită în 1882 de către Ernst Wilhelm Tempel. Se află la o distanță de 36,19 de megaparseci de Pământ.